# Raad voor de Kinderbescherming

Logo van de Raad voor de Kinderbescherming.

De Raad voor de Kinderbescherming in Nederland is een dienst van het ministerie van Justitie en Veiligheid. De RvdK voert een aantal wettelijke taken uit die te maken hebben met kinderen, met name degenen die in de knel dreigen te komen of dat al zijn. Deze taken liggen op civielrechtelijk en strafrechtelijk terrein.

## Taken
Belangrijke taken van de Raad voor de Kinderbescherming zijn:
- Advisering op het gebied van omgang, verblijf en ouderlijk gezag.
- Advisering met betrekking tot kinderen die strafrechtelijk moeten worden aangepakt.
- Bescherming van kinderen die in de knel komen door misbruik en verwaarlozing.
- Een aantal adoptiegerelateerde taken. De advisering in naamswijzigingsprocedures is beëindigd met de drastische verandering in de regelgeving achternaamswijziging in 2004.

Tot 1 maart 1994 was de Raad voor de Kinderbescherming ook belast met de inning van de kinderalimentatie. Deze taak is per die datum overgedragen aan het Landelijk Bureau Inning Onderhoudsbijdragen (LBIO) te Rotterdam.

## Organisatie
De Raad voor de Kinderbescherming bestond in 2004 uit 22 vestigingen met daarboven 5 directies en een hoofdkantoor met hoofddirectie. Deze organisatie is op 1 januari 2006 gecentraliseerd waarna er 13 regio's overbleven, waaronder een iets groter aantal vestigingen. De regionale directiebureaus werden opgeheven en de RvdK werd meer geïntegreerd in het ministerie van Justitie en Veiligheid. In 2017 vindt opnieuw een reorganisatie plaats. De regionale directiebureaus maken plaats voor een vijfkoppige landelijke directie. Elke vestiging bestaat uit een aantal zelforganiserende teams die zijn samengesteld uit raadsonderzoekers, gedragsdeskundigen, juridisch deskundigen, taakstrafcoördinatoren en administratieve ondersteuning.
De RvdK krijgt via verschillende routes signalen en meldingen van problemen van/bij minderjarigen. Dit kan via de route van het strafrecht (een minderjarige is in aanraking gekomen met de politie). Een raadsonderzoeker gaat in gesprek met de jongere en rapporteert hierover aan de rechtbank en officier van Justitie. De RvdK geeft dan een strafadvies en eventueel een hulpverleningsadvies.
Een andere route is het civiel recht; instanties zoals de gemeente en Veilig Thuis melden hun zorgen over minderjarigen en/of hun gezinnen. Deze signalen worden onderzocht door raadsonderzoekers en soms voorgedragen aan de rechtbank met het verzoek om een ondertoezichtstelling uit te spreken. Als er een ondertoezichtstelling komt wordt een gecertificeerde instelling gevraagd deze uit te voeren.
Daarnaast kan de rechter de RvdK vragen om een advies in situaties waarin ouders er niet in slagen afspraken te maken over omgang, hoofdverblijfplaats of gezag van hun kind.

## Geschiedenis
De Raad voor de Kinderbescherming vindt zijn oorsprong in de in 1905 opgerichte voogdijraden, die onder andere belast werden met het uitvoeren van de kinderwetten van 1901. De kinderwetten van 1901 waren het voorlopige sluitstuk in een proces waarbij de staat zich genoodzaakt voelde hoe langer hoe meer mogelijkheden te scheppen om in te grijpen in de ouderlijke opvoedingsverantwoordelijkheid. Aanvankelijk was er sprake van organisaties van gegoede burgers die zich op vrijwillige basis ontfermden over kinderen in door henzelf benoemde probleemsituaties. Later werd er een ambtelijk secretaris toegevoegd. In 1956 werd de definitieve stap naar professionalisering gezet. Met het toenemen van het arsenaal aan mogelijkheden voor de overheid om in te grijpen in het privé-leven van gezinnen werden de raden hoe langer hoe omvangrijker. De steeds weer oplaaiende kritiek op de RvdK was aanleiding om meer gedragsdeskundigen aan het werk te zetten bij 19 raden voor de kinderbescherming, die bovendien werden samengevoegd tot één landelijke organisatie.

## Kritiek
De Raad voor de Kinderbescherming staat regelmatig bloot aan kritiek. Dit betreft dikwijls de veronderstelde ondoorzichtige en willekeurige manier van werken. Soms zou de RvdK niet of te laat ingrijpen waardoor kinderen overlijden, en soms te vroeg waardoor kinderen ten onrechte gescheiden worden van hun ouders. De RvdK zelf acht deze kritiek meestal inherent aan zijn moeilijke taak en vindt dat hij hard aan zijn transparantie heeft gewerkt. 
De RvdK heeft meermaals berichten van beroepsbeoefenaars zoals gezinsvoogden en behandelaars zonder meer als inlichtingen (informatie) benoemd, en daarbij het wezenlijke verschil tussen die twee zaken niet gemaakt: wat een beroepsbeoefenaar aan de RvdK meldt is niet noodzakelijkerwijs een op een juiste weergave van feiten berustende, bruikbare en helpende inlichting. Bij een andere gelegenheid leek de RvdK dat verschil wel te maken, namelijk toen hij schreef dat een verzoek tot onderzoek van het CJG aan de RvdK neutraler had gemogen. Overigens heeft de RvdK schriftelijk erkend (ook) zelf partijdig gewerkt te hebben. Het komt bovendien voor dat, zelfs als een beroepsbeoefenaar bereid en in staat is ter zake van een jeugdige aan de RvdK inlichtingen te verstrekken en daartoe ook onderbouwd is voorgedragen en dus bekend is bij de RvdK, de RvdK bewust achterwege laat berichten in te winnen bij die beroepsbeoefenaar, met als toelichting dat de RvdK niet weet wat de betreffende beroepsbeoefenaar kan melden. Die toelichting maakt duidelijk dat de RvdK niet steeds bereid is na te gaan of er belangwekkende inlichtingen te verkrijgen zijn, hetgeen gemakkelijk een kokerkijk bij de RvdK kan versterken.
Volgens onderzoek uit 1995 had de Raad voor de Kinderbescherming een slecht imago bij eerstelijnswerkers en cliënten. Nieuwer onderzoek is niet bekend, maar de Raad heeft het zelf ook daarna in de media nog vaak over het verbeteren van het imago. De Raad werkt aan zijn imago door middel van reorganisaties en intensieve mediacontacten. Zo betaalt hij journalisten bijvoorbeeld om mediatraining te geven aan zijn medewerkers voordat deze een programma maken over de Raad. Overigens zijn er weinig formele klachten tegen de Raad. Critici wijten dat aan de kwaliteit van de klachtenprocedures. Klachtenprocedures van de Raad zijn niet openbaar. De Nationale Ombudsman stelt zich in de meeste zaken met betrekking tot de Raad niet geroepen te voelen onderzoeken te doen, dit in verband met het mogelijk doorkruisen van de bevoegdheden van de rechterlijke macht.
Onderzoek naar het functioneren van de Raad werd dikwijls gedaan door zelf aangestelde onderzoekers naar zelf aangeleverde dossiers met zelf aangestelde begeleidingscommissies. Directeur Peter Levenkamp van het ministerie van Justitie erkende in 2004 dat die laatste kritiek terecht was. Tegenwoordig is een intern onderzoek meestal een voorloper van een onderzoek van de inspectie van het ministerie van Justitie. Omdat alle raadsonderzoekers van de RvdK geregistreerd zijn bij de onafhankelijke Stichting Kwaliteitsregister Jeugd kan daar ook een tuchtklacht worden ingediend.